# Геворт
Гаворт (англ. Haworth) — село в Західному Йоркширі, Англія. Розташований у Пеннінах, Гаворт знаходиться в 5 кілометрах на південний захід від Кейлі, в 13 кілометрах на північ від Галіфакса, в 16 кілометрах на захід від Бредфорда та в 16 кілометрах на схід від Колна в Ланкаширі. Навколишні райони включають Окворт і Оксенгоуп.

## Відомі люди
Сестри Бронте народилися в Торнтоні поблизу Бредфорда, але написали більшість своїх романів, живучи в Пастораті Гаворт, коли їхній батько був священиком у церкві Святого Михаїла та всіх ангелів. У XIX столітті село та навколишні поселення були значною мірою індустріалізовані, що суперечило популярному зображенню у Грозовому пересі, яке лише нагадувало верхів’я болотистої місцевості, до якої звикла Емілі Бронте. Парстораж тепер є музеєм, який належить і підтримується Товариством Бронте.